# Шаміров Віктор Валерійович
Віктор Валерійович Шаміров (рос. Виктор Валерьевич Шамиров) — російський актор, режисер театру і кіно, сценарист, продюсер.

## Життєпис
Після закінчення школи Віктор поступив на механіко-математичний факультет в Ростовський державний університет, де став грати в студентському театрі. На третьому курсі Шаміров кинув навчання і за кілька років змінив професії вантажника, лаборанта.
Пізніше став актором театру-студії «Епос». Успіх додав впевненості в власних силах, і в 26 років він поступив в ГІТІС.
В 1996 році закінчив режисерський факультет ГІТІС (майстерня Марка Захарова).
Дебютом в Москві для Шамірова стала роль Трєплєва в постпновці «Чайка» на сцені театру «Школа сучасної п'єси». Постановщик п'єс Райхельгауз спеціально підбирав режисера по професії, який міг би «створити» в ході розвитку дії свою власу п'єсу.
Перша актерська робота Шамірова на великому екрані — роль Лавицкого у фільмі «1612». Пізніше вишли ще дві стрічки з його участю: «Диво» та «Вправи в прекрасному». В останньому Шаміров виступив також як сценарист і режисер.
Сценарії, написані Шаміровим, лягли в основу багатьох популярних серіалів і фільмів: «Антикілер 2: Антитерор», «Дикуни», «Зі мною ось що відбувається», «Чай, кава, потанцюємо…».

## Фестивалі та кінопремії
- 2011 — Відкритий російський кінофестиваль «Кінотавр»: Приз ім. Г. Горіна «За найкращий сценарій» (у співавт. з Г. Куценком і К. Юшкевичем) до фільму «Вправи у прекрасному» (реж. Віктор Шаміров)[4]
- 2013 — Міжнародний кінофестиваль країн Азіатсько-Тихоокеанського регіону «Меридіани Тихого» (Владивосток, Росія): Приз глядацьких симпатій за найкращий російський фільм («Гра в правду»)[5]

## Фільмографія

### Режисер-постановник
- 2003 — «Чай, кава, потанцюємо...» (телесеріал)
- 2006 — «Дикуни»
- 2011 — «Вправи у прекрасному»
- 2012 — «Зі мною ось що відбувається»
- 2012 — «Місцеві новини» (телесеріал)
- 2013 — «Гра в правду»
- 2014 — «Творці» (не був завершений)
- 2018 — «Поза грою» (телесеріал, у співавт.)
- 2019 — «Поза грою-2» (телесеріал, у співавт.)
- 2020 — «Безпосередньо Каха»
- 2021 — «Велика секунда» (телесеріал)

### Сценарист
- 2003 — «Антикілер 2» (брав участь)
- 2003 — «Чай, кава, потанцюємо...» (телесеріал)
- 2006 — «Дикуни»
- 2011 — «Вправи у прекрасному» (у співавт.)
- 2012 — «Зі мною ось що відбувається»
- 2013 — «Гра в правду»
- 2018 — «Поза грою» (телесеріал, у співавт.)
- 2019 — «Поза грою-2» (телесеріал, у співавт.)
- 2020 — «Безпосередньо Каха» (у співавт.)
- 2021 — «Велика секунда» (телесеріал, у співавт.)

### Продюсер
- 2012 — «Зі мною ось що відбувається»
- 2012 — «Місцеві новини»

### Актор
- 2007 — «1612» — нунцій єзуїт Лавицький
- 2009 — «Диво» — священник о. Андрій
- 2011 — «Вправи у прекрасному» — Альберт Свенціцький
- 2012 — «Зі мною ось що відбувається» — Валентин
- 2021 — «Велика секунда» (т/с) — Костя